# Mikel Pradera
Pradera  Rodríguez est un nom espagnol. Le premier nom de famille, en général paternel, est Pradera ; le second, en général maternel, souvent omis, est Rodríguez.
Mikel Pradera Rodríguez, né le 6 mars 1975 à Mallabia, est un coureur cycliste espagnol.

## Biographie
Il est professionnel entre 1999 et 2008. Il a notamment terminé septième du Critérium du Dauphiné libéré en 2000. Fin 2008, à 33 ans, il décide de mettre un terme à sa carrière. Le coureur espagnol, passé par les formations ONCE, Euskaltel-Euskadi ou encore Caisse d'Epargne Îles-Baléares, a longtemps été considéré comme un espoir du cyclisme ibère, mais n'a jamais remporté un succès chez les professionnels.

## Palmarès

### Palmarès amateur
- 1995
  - Tour de Zamora
- 1996
  - Mémorial Rodríguez Inguanzo
- 1997
  - 1re étape du Tour de la Bidassoa
  - Dorletako Ama Saria
- 1998
  - Premio San Prudencio
  - Vuelta al Baztán

### Palmarès professionnel
- 1999
  - 2e du Gran Premio Internacional Telecom
- 2000
  - 7e du Critérium du Dauphiné libéré
- 2002
  - 4e étape du Tour de France (contre-la-montre par équipes)
  - 1re étape du Tour d'Espagne (contre-la-montre par équipes)
- 2003
  - 1re étape du Tour d'Espagne (contre-la-montre par équipes)

## Résultats sur les grands tours

### Tour de France
4 participations
- 2001 : 62e
- 2002 : 76e, vainqueur de la 4e étape (contre-la-montre par équipes)
- 2003 : 58e
- 2004 : abandon

### Tour d'Espagne
4 participations
- 2002 : 98e, vainqueur de la 1re étape (contre-la-montre par équipes)
- 2003 : 119e, vainqueur de la 1re étape (contre-la-montre par équipes)
- 2004 : 83e
- 2005 : 73e

### Tour d'Italie
1 participation
- 2006 : 95e